# Saint-Geniès (Dordogne)
Saint-Geniès település Franciaországban, Dordogne megyében. Lakosainak száma 893 fő (2022. január 1.). Saint-Geniès Coly-Saint-Amand, Archignac, Paulin, Salignac-Eyvigues, Saint-Crépin-et-Carlucet, Marcillac-Saint-Quentin és La Chapelle-Aubareil községekkel határos.

## Népesség
A település népessége az elmúlt években az alábbi módon változott:
| Lakosok száma | 765  | 702  | 735  | 971  | 963  | 947  | 939  | 914  | 906  | 893  |
|               | 1968 | 1982 | 1990 | 2006 | 2013 | 2015 | 2017 | 2019 | 2020 | 2022 |